# あそびにおいでョ!
『あそびにおいでョ!』は、1988年（昭和63年）7月4日から同年9月19日までフジテレビ月9枠で放送されたテレビドラマ。平均視聴率は13.3%。

## 概要
老舗百貨店『別府屋』の地下食品売場に勤務する21歳の田村虹子が、ひょんな事から企画担当部長に大抜擢され、試行錯誤を繰り返しつつも奮闘し、成長していく姿を描いたドラマ。

## キャスト
田村 虹子
演 - 斉藤由貴
21歳。九州博多出身。短大卒業後、百貨店『別府屋』に就職、食品部に配属され『辛子明太子』の販売を担当。ある日突然、企画担当部長に任命。後に企画二部長として、母と子のための『レインボー計画』を立案する。次第に竹夫へ惹かれてゆく。
天城 竹夫
演 - 高杢禎彦（当時 チェッカーズ）
元は企画部に所属していたが、食品部へ異動。良夫とは異母兄弟。社長・伸兵衛の愛人の子であるせいかひねくれた性格であった。その性格ゆえにしばしば良夫とも対立するが後に和解。修行のためロスへと旅立つ。
宮ノ下 弥生
演 - 古村比呂
静岡県出身。虹子と同期で『ヒルホームズ』206号室の同居人。後に虹子の推薦で企画二部へ異動。竹夫に恋心を寄せた時期もある。
水上 京子
演 - 萬田久子
アドバイザー兼、虹子の教育係。企画二部の創設と共に課長に就任。ロスで修行していた時期の良夫と恋愛関係にあった。
丸駒 照江
演 - 室井滋
製靴売場の主任で『ヒルホームズ』の隣人。トキオの母。最終回にて四万と再婚し、シンガポールへ旅立つ。
天童 雅美
演 - 戸川京子
専務秘書。
草津 幹夫
演 - 大沢秀高
食品部の後輩。弥生に思いを寄せる。
花巻 道子
演 - 伊藤智恵理
企画部の事務員。後に企画二部へ異動。
伊勢 めぐみ
演 - 真弓倫子
食品部の後輩。後に『ヒルホームズ』へ越してくる。
松坂 ミキ
演 - 生稲晃子
食品部の後輩。後に『ヒルホームズ』へ越してくる。終盤、草津と恋仲になる。
四万 雄一
演 - 柄本明
企画部長。虹子の就任を快く思っておらず、色々と妨害工作を行う。シンガポール支店長への栄転を機に照江と再婚する。
山城 陽治
演 - 沼田爆
企画部課長で、四万の側近。
川治 仁吉
演 - 山田辰夫
企画部主任。四万の命を受け、企画二部へ異動。
高島 ふみ
演 - 矢代朝子
丸駒 トキオ
演 - 伊崎充則
谷川 康二
演 - 渡辺淳久
飯坂 和彦
演 - 西本毅
湯本 和美
演 - 林美和
白浜 隆行
演 - 倉明健
有馬 一茂
演 - 荒川隆
別府 良夫
演 - 山下真司
虹子を部長に抜擢した『別府屋』の専務。ロスでの修行時代に京子と恋愛関係にあった。
別府 伸兵衛
演 - 中条静夫
『別府屋』の社長で、良夫と竹夫の父。身分を隠して虹子達と酒を酌み交わしたりもする。

## 主題歌
- 「HELP!」ザ・ビートルズ
- 再放送で主題歌はビートルズのものではなく別のミュージシャンの演奏によるヘルプにさし代わっている

## スタッフ
- 脚本 - 塩田千種、奥村俊雄
- 演出 - 福本義人、若松節朗、小野原和宏
- 音楽 - 奥慶一
- 企画 - 亀山千広、石原隆
- プロデューサー - 大黒章弘、若松節朗
- プロデューサー補 - 鈴木雅之
- 演出補 - 河野圭太
- 技術協力 - バスク、渋谷ビデオスタジオ
- 制作協力 - 東宝芸能
- 制作 - フジテレビ、共同テレビ

## 放送日程と視聴率
| 話数                                            | 放送日        | 視聴率 |
| ----------------------------------------------- | ------------- | ------ |
| 1                                               | 1988年7月4日  | 15.9%  |
| 2                                               | 1988年7月11日 | 11.3%  |
| 3                                               | 1988年7月18日 | 14.2%  |
| 4                                               | 1988年7月25日 | 15.8%  |
| 5                                               | 1988年8月1日  | 12.0%  |
| 6                                               | 1988年8月8日  | 11.3%  |
| 7                                               | 1988年8月15日 | 13.3%  |
| 8                                               | 1988年8月22日 | 16.0%  |
| 9                                               | 1988年8月29日 | 13.4%  |
| 10                                              | 1988年9月5日  | 12.6%  |
| 11                                              | 1988年9月12日 | 13.5%  |
| 12                                              | 1988年9月19日 | 10.3%  |
| 世帯平均視聴率 13.3%（ビデオリサーチ 関東地方） |               |        |